# موفق الربیعی
موفق الربیعی (انگلیسی: Mowaffak al-Rubaie؛ زادهٔ ۱۹۴۷) سیاست‌مدار و وزیر سابق امنیت ملی عراق است.